# Шендеров, Александр Юрьевич
Александр Юрьевич Шендеров (род. 6 декабря 2007) — российский баскетболист, играющий на позиции разыгрывающий защитника.

## Карьера
В апреле 2024 года Шендеров был включён в символическую пятёрку Первенства России среди юниоров 2007 года рождения, а также стал самым результативным игроком финального этапа, в 8 матчах набирая в среднем 21,7 очка за игру.
16 апреля 2025 года Шендеров дебютировал на профессиональном уровне. В матче Единой лиги ВТБ против «Пармы» (80:69) Александр провёл на площадке 32 секунды, но результативными действиями не отметился.

## Сборная России
В ноябре 2022 года Шендеров приял участие в сборе юниорской сборной России (до 16 лет).
В мае 2023 года Шендеров был приглашён на сбор юниорской сборной России (до 16 лет) для подготовки к IX Российско-китайским молодёжным играм. По итогу сборов Александр вошёл в состав команды, которая отправилась в Чунцин. На этом турнире юниорская сборная России провела 3 матча со сверстниками из Китая. В первом матче россияне уступили — 73:75, а во втором и третьем матчах одержали победы и стали победителями турнира.
С 26 июня по 8 июля 2025 года Шендеров принял участие в тренировочном сборе сборной России (до 18 лет).